# Laissez chanter le petit
 (avril 2016).
Si vous disposez d'ouvrages ou d'articles de référence ou si vous connaissez des sites web de qualité traitant du thème abordé ici, merci de compléter l'article en donnant les références utiles à sa vérifiabilité et en les liant à la section « Notes et références ».
Laissez chanter le petit est un livre de Pierre Perret publié en 1989.

## Synopsis
Le chanteur y raconte sa vie jusqu'à cette date. L'ouvrage contient par ailleurs le texte de ses chansons les plus connues, des articles de presse à son sujet et une iconographie.

## Style
Il est rédigé dans un style familier, volontiers argotique.

## Rééditions
L'ouvrage a initialement paru en 1989 comme une co-édition Adèle (la marque de Pierre Perret) et Jean-Claude Lattès (139 pages). Il a ensuite été republié sous d'autres formes : éditions « club » (France Loisirs en 1990), Le Livre de poche (1991).